# Jose Maria Panganiban

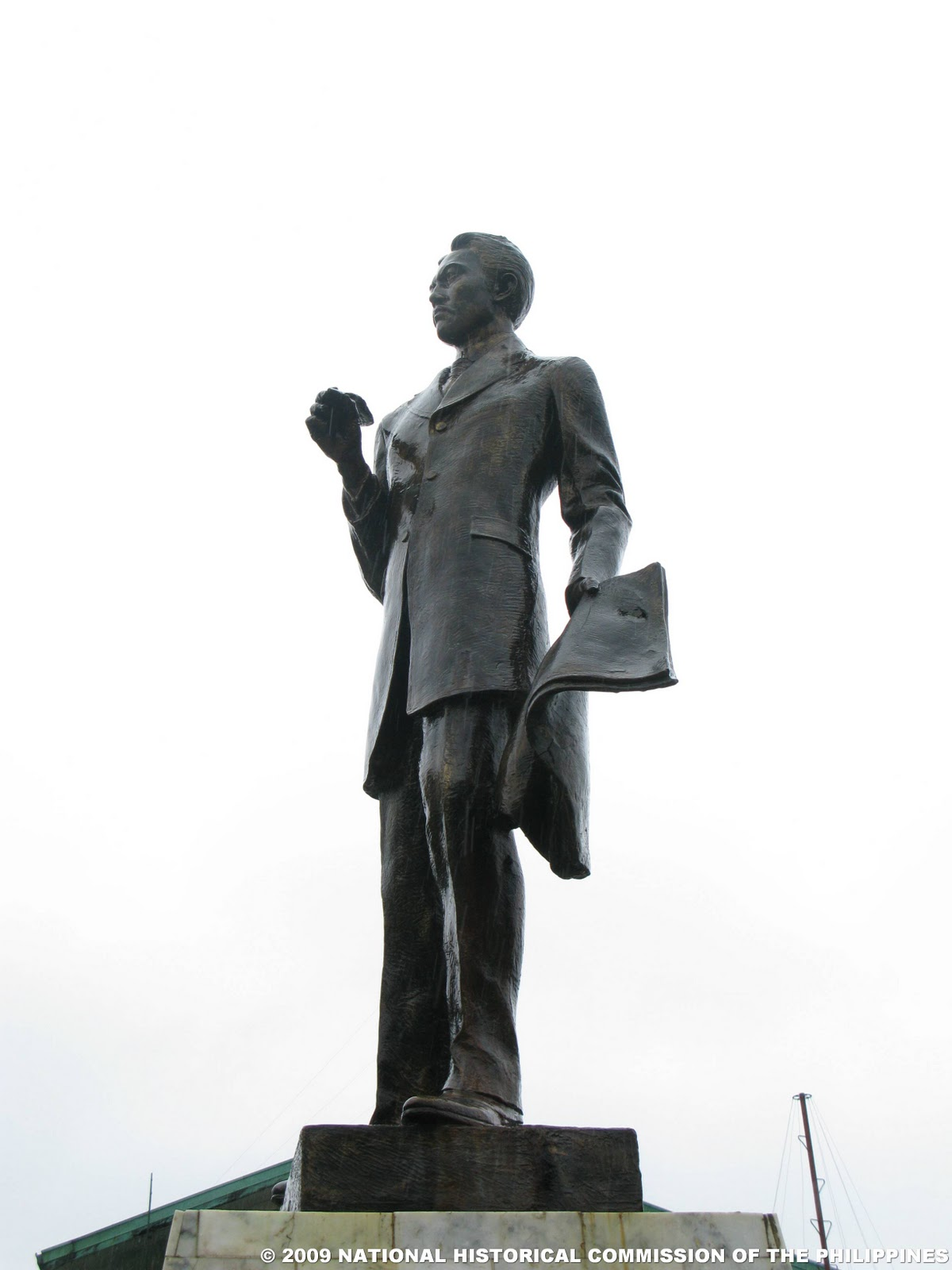
Het standbeeld van Panganiban in zijn geboorteplaats

Jose Maria Panganiban (Mambulao, 1 februari 1863 - Barcelona, 19 augustus 1890) was een Filipijns schrijver en voorvechter voor hervormingen in de Spaans koloniale Filipijnen.

## Biografie
Jose Maria Panganiban werd geboren op 11 februari 1863 in Mambulao in de provincie Camarines Norte. Hij was de eerste van drie zoons van Vicente Panganiban en Juana Enverga. Panganiban was een goede student Hij leerde lezen en schrijven van zijn moeder. Na haar overlijden werd hij door zijn vader aangemeld voor een opleiding aan het seminarie van Nueva Caceres (Naga City), waar hij opviel als de meest uitmuntende student. Met financiële hulp van de rector van het seminarie studeerde hij vervolgens aan het Colegio de San Juan de Letran, waar hij in 1883 een Bachelor of Arts-diploma behaalde. In mei 1888 vertrok Panganiban naar Spanje met als doel in Barcelona medicijnen te studeren.
Na verloop van tijd stopte hij echter met zijn studie en was hij met name actief als voorvechter voor hervormingen van het Spaanse koloniale bestuur in de Filipijnen. Hij schreef gebruik makend van de pseudoniemen Jomapa en J.M.P. veel artikelen in de krant La Solidaridad. In zijn artikelen probeerde hij de Spanjaarden te wijzen op het belang van persvrijheid en bekritiseerde hij het onderwijssysteem in de Filipijnen. Panganiban wordt gezien als een belangrijk figuur binnen de groep Filipijnse ilustrados, die zich vanuit Europa inzetten voor meer vrijheden in de Filipijnen. Het meeste bekende lid van deze groep was José Rizal.
Panganiban overleed in 1890, ruim voor de Filipijnse revolutie, op 27-jarige leeftijd aan de gevolgen van tuberculose. Hij werd begraven in Barcelona. In 1956 werden zijn overblijfselen overgebracht naar de Filipijnen en weer later werd hij begraven in het in 1985 voor hem opgerichte monument in zijn geboorteplaats. Die plaats was al in 1934 hernoemd naar Jose Panganiban. Ook werd Calle de Legaspi, een van de grote verkeersaders in de stad Naga in zijn geboorteprovincie hernoemd naar Panganiban Drive.